# Chrysops paraguayensis
Chrysops paraguayensis är en tvåvingeart som beskrevs av Juan Brèthes 1910. Chrysops paraguayensis ingår i släktet Chrysops och familjen bromsar. Inga underarter finns listade i Catalogue of Life.